# ARPANET

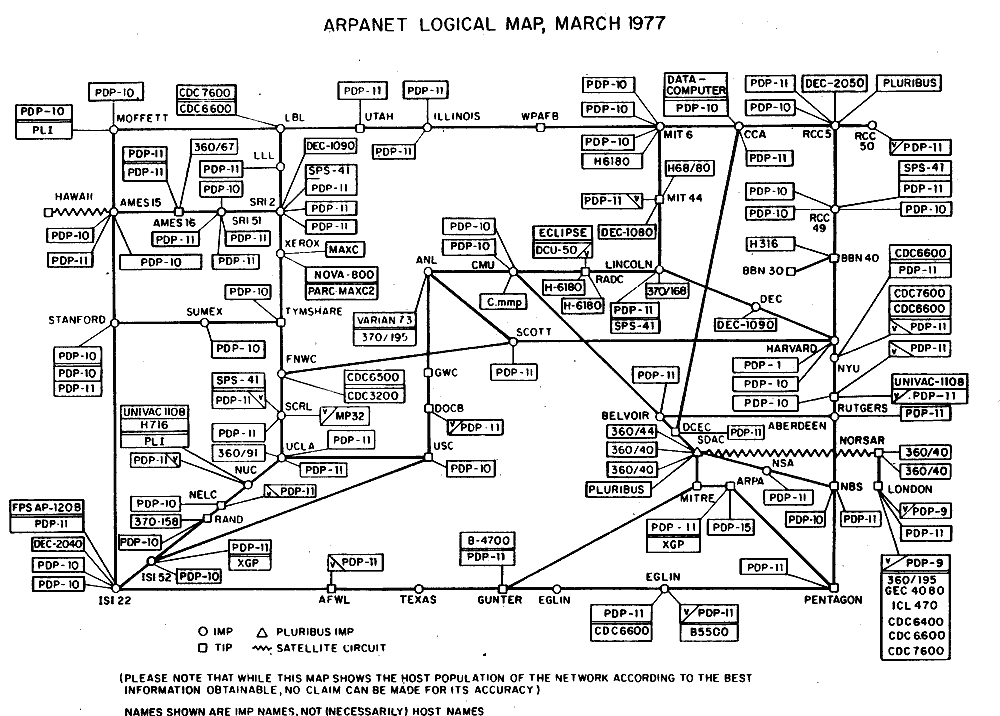
Mapa lógico de ARPANET, marzo de 1977.

ARPANET fue una red de computadoras creada por encargo del Departamento de Defensa de los Estados Unidos (DOD) para utilizarla como medio de comunicación entre las diferentes instituciones académicas y estatales. El primer nodo se creó en la Universidad de California en Los Ángeles (UCLA) y fue la espina dorsal de Internet hasta el 28 de febrero de 1990, tras finalizar la transición al modelo de protocolos TCP/IP iniciada en 1983 y ser desmantelada.
ARPANET son las siglas de Advanced Research Projects Agency Network, es decir, la Red de la Agencia de Proyectos de Investigación Avanzada, organismo conocido ahora como Agencia de Proyectos de Investigación Avanzados de Defensa.

## Orígenes
El concepto de una red de ordenadores capaz de comunicar usuarios en distintas computadoras lo formuló en abril de 1963 Joseph C. R. Licklider, de Bolt, Beranek y Newman (BBN), en una serie de notas que discutían la idea de «red galáctica». En octubre del mismo año, Licklider fue convocado por la ARPA (Agencia de Investigación de Proyectos Avanzados), organismo perteneciente al DOD. En este foro, convenció a Ivan Sutherland y Robert «Bob» Taylor de la importancia del concepto antes de abandonar la Agencia y antes de que se iniciara trabajo alguno. Mientras tanto, en la RAND Corporation desde 1958, Paul Baran estaba trabajando en una red segura de comunicaciones capaz de sobrevivir a un ataque con armas nucleares, con fines militares. Sus resultados se publicaron a partir de 1960, y en ellos se describían dos ideas clave:
- El uso de una red descentralizada con múltiples caminos entre dos puntos;
- La división de mensajes completos en fragmentos que seguirían caminos distintos.

La red estaría capacitada para responder ante sus propios fallos. El resumen final de este esquema se presentó en 1962 y se publicó en 1964.
En la misma época, Leonard Kleinrock ya trabajaba en el concepto de almacenar y reenviar mensajes en su tesis doctoral en el Instituto Tecnológico de Massachusetts (MIT). En él se incluía un importante análisis de la teoría de colas aplicada a las redes de comunicaciones (publicado como libro en 1964). Su trabajo aún no incluía la idea de fragmentación en paquetes de datos.
Por último, Donald Davies, del National Physical Laboratory (NPL), comenzó a relacionar todos estos conceptos en 1965, después de asistir a una conferencia en el Reino Unido sobre multiplexación en el tiempo. Su investigación tuvo lugar independientemente de los trabajos de Baran, de los que no tuvo conocimiento hasta 1966. Casualmente, fue Davies quien empezó a usar el término «paquete».
En este estado de las cosas, cuatro centros de investigación independientes (DARPA, la RAND, el MIT y el NPL del Reino Unido) fueron los primeros nodos experimentales de ARPANET.
Mientras todo esto ocurría, la ARPA y Taylor seguían interesados en crear una red de computadoras. Al final de 1967, Taylor contactó a Lawrence G. Roberts (del Laboratorio Lincoln, en el MIT) con el objeto de que liderase el proyecto de creación de la nueva red. Roberts ya conocía a Davies gracias a la mencionada conferencia sobre multiplexación. El concepto original de Roberts consistía en utilizar la técnica de multiplexación en el tiempo, uniendo máquinas directamente con cables telefónicos. En una de las primeras reuniones (1967), muchos participantes no estaban dispuestos a que sus computadoras tuvieran que gestionar líneas telefónicas. Uno de estos participantes, Wesley A. Clark, tuvo la idea de usar pequeñas computadoras dedicadas solo a gestionar los enlaces de comunicaciones. Esta idea permitió descargar de trabajo a las computadoras principales, además de aislar la red de la distinta naturaleza de cada computadora. Sobre esta base comenzó el diseño inicial de ARPANET. Roberts presentó su primer plan en un simposio en 1967. En este mismo evento se encontraba presente Roger Scantlebury, colaborador de Davies. Gracias a este encuentro discutieron la idea de la conmutación de paquetes y permitió a Roberts conocer el trabajo de Baran.

### Nacimiento de ARPANET
El 3 de junio de 1968, la Oficina de Procesamiento de Información (IPTO) presentó a la ARPA (Agencia de Proyectos de Investigación Avanzada) un plan para construir una red de intercambio de recursos entre computadoras. Este plan, llamado "Redes Informáticas de Intercambio de Recursos", fue aprobado por la ARPA el 21 de junio de 1968. 
En el verano de 1968 ya existía un plan completo y aprobado por ARPA de manera que se celebró un concurso con 140 potenciales proveedores. Sin embargo, solamente doce de ellos presentaron propuestas. El 19 de diciembre de 1968, el contrato se adjudicó a la empresa Bolt, Beranek y Newman (conocida como BBN Technologies o simplemente BBN), con quienes había trabajado Licklider, creador del concepto de «red galáctica». El 29 de octubre de 1969 se transmite el primer mensaje a través de ARPANET y en menos de un mes (21 de noviembre) se establece el primer enlace entre la Universidad de California (Los Ángeles) y el Instituto de Investigaciones de Stanford.
La oferta de BBN seguía el plan de Roberts rápidamente. Las pequeñas computadoras se denominaron «procesadores de la interfaz de mensajes» (IMP) e implementaban la técnica de almacenar y reenviar. Utilizaban un módem telefónico para conectarse a otros equipos (a una velocidad de 50 kbits por segundo). Las computadoras centrales se conectaban a los IMP mediante puertos en serie a medida.
Los IMP se implementaron inicialmente en computadoras DDP-516 de Honeywell. Contaban con 24 KB de memoria principal con capacidad para conectar un máximo de cuatro computadoras centrales y comunicarlas con otros seis IMP remotos.
BBN tuvo disponible todo el hardware y el software necesario en tan solo nueve meses.[cita requerida]

### Primer despliegue
La ARPANET inicial constaba de cuatro IMP instalados en:
- La UCLA, donde Kleinrock creó el Centro de Medición de Red. La primera en conectarse fue una computadora SDS Sigma 7.
- El Augmentation Research Center, en el Instituto de Investigación de Stanford, donde Doug Engelbart creó el novedoso sistema National Language Services (NLS), un incipiente sistema de hipertexto. Una computadora SDS 940 fue la primera en conectarse.
- La Universidad de California, con una computadora IBM 360.
- El Departamento Gráfico, de la Universidad de Utah, donde se trasladó Ivan Sutherland, con una PDP-10 inicialmente conectada.

El primer enlace de ARPANET se estableció el 21 de noviembre de 1969 entre UCLA y Stanford. El 5 de diciembre del mismo año, se había formado una red de 4 nodos al añadirse la Universidad de Utah y la Universidad de California en Santa Bárbara. En marzo de 1970, ARPANET cruzó hasta la costa este cuando la propia BBN se unió a la red. En 1971, ya había 24 computadoras conectadas, pertenecientes a universidades y centros de investigación. Este número creció hasta 213 computadoras en 1981, con una nueva incorporación cada 20 días en promedio, y llegaron a alcanzar las 500 computadoras conectadas en 1983.

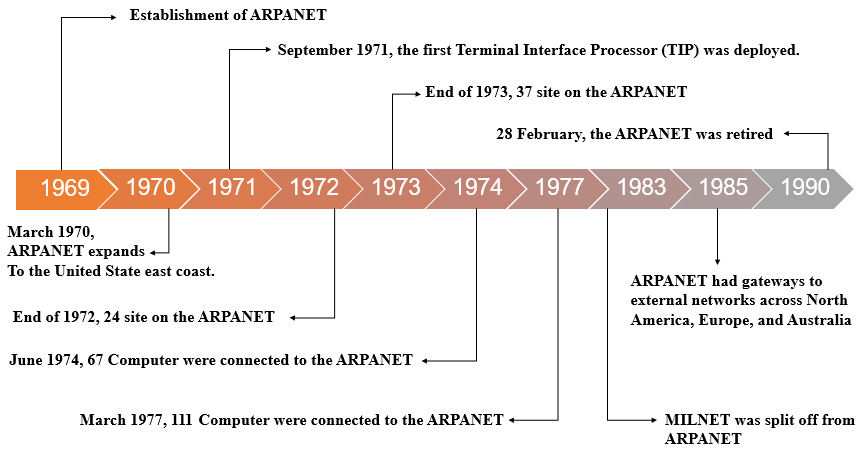
ARPANET TimeLine - en

## Software desarrollado y personajes destacados
El protocolo NCP (Network Control Protocol, «Protocolo de Control de Red») fue la base de las comunicaciones entre sistemas pertenecientes a ARPANET hasta 1981, cuando se diseñó TCP/IP para permitir un mejor crecimiento de la red. Se desplegó por primera vez hacia 1970.
En 1972, Ray Tomlinson, de la BBN, inventó el correo electrónico. 
En 1973, el File Transfer Protocol (FTP) ya estaba definido e implementado y facilitaba el movimiento de ficheros en ARPANET. Para entonces, el 75 % del tráfico ya se debía al éxito del correo electrónico.
- Will Crowther: Programador de ARPAnet

- Dough Engelbart: Administrador de ARPAnet en Stanford; inventor del ratón.

- Frank Herat: Administrador del equipo de desarrollo de ARPAnet.

- Bob Kahn: Desarrollador de ARPAnet. Coinventor de TCP/IP.
- Severo Ornstein: Ingeniero de sistemas en ARPAnet.
- Jonathan Postel: Editor de los RFCs en ARPAnet.
- Ivan Sutherland: Director de la Oficina de Técnicas de la Información en ARPA.
- Dave Walden: Ingeniero de sistemas en ARPAnet.[6]

También se especificó un protocolo para transmisión de voz (RFC 741), que llegó a implementarse pero fue un fracaso por motivos técnicos. Esto no vio la luz hasta varias décadas más tarde.

## El «mito» de los ataques nucleares
La creencia de que ARPANET se construyó para sobrevivir a ataques nucleares sigue siendo muy popular. Sin embargo, algunos creen que este no fue el motivo. Si bien es cierto que ARPANET fue diseñada para sobrevivir a fallos en la red, argumentan que la verdadera razón para ello era que los nodos de conmutación eran poco fiables, tal y como se atestigua en la siguiente cita:

A raíz de un estudio de RAND, se extendió el falso rumor de que ARPANET fue diseñada para resistir un ataque nuclear. Esto nunca fue cierto, solamente un estudio de RAND, no relacionado con ARPANET, consideraba la guerra nuclear en la transmisión segura de comunicaciones de voz. Sin embargo, trabajos posteriores enfatizaron la robustez y capacidad de supervivencia de grandes porciones de las redes subyacentes.

No obstante lo anterior, la opinión mayoritaria en la actualidad conecta el esfuerzo inicial de la Corporación RAND con los del MIT y la UCLA, lo cual se puede evidenciar en esta cita:

Durante los 60, este intrigante concepto de red de conmutación de paquetes descentralizada y a prueba de bombas caminó sin rumbo entre el RAND, el MIT (Masachussets Institute of Technology) y UCLA (University of California in Los Angeles). El Laboratorio Nacional de Física (National Physical Laboratory) de Gran Bretaña preparó la primera red de prueba basada en estos principios en 1968. Poco después, la Agencia de Proyectos de Investigación Avanzada del Pentágono (ARPA) decidió financiar un proyecto más ambicioso y de mayor envergadura en los Estados Unidos. Los nodos de la red iban a ser superordenadores de alta velocidad (o lo que se llamara así en aquel momento). Eran máquinas poco usuales y de mucho valor, y que estaban necesitadas de un buen entramado de red para proyectos nacionales de investigación y desarrollo.

Sin embargo, ARPA era un programa financiado por el Pentágono, lo que da cuenta de que había intereses militares en la creación de ARPANET. Asimismo, los trabajos de Paul Baran, pioneros en la creación de la red, también atestiguan que parte de los intereses del Pentágono era lograr sistemas eficientes en posibles defensas que el país tuviera que realizar ante diversos ataques, entre ellos nucleares.

### Publicaciones generales
- Abbate, Janet. Inventing the Internet (MIT Press, Cambridge, 1999) pp. 36-111
- Bolt, Beranek & Newman (BBN). A History of the ARPANET: The First Decade (1981)
- Ferreyra, Gonzalo C.  Internet paso a paso: hacia la autopista de la información. (Alfa Omega, 1996 México.)
- Hafner, Katie.Where Wizards Stay Up Late (Simon and Schuster, 1996)
- Norberg, Arthur & Judy E. O'Neill. Transforming Computer Technology: Information Processing for the Pentagon, 1962-1982 (Johns Hopkins University, 1996) pp. 153-196
- Salus, Peter H. Casting the Net: from ARPANET to Internet and Beyond (Addison-Wesley, 1995)
- Waldrop, M. Mitchell. The Dream Machine: J.C.R. Licklider and the Revolution That Made Computing Personal (Viking, New York, 2001)

### Referencia técnica detallada
- Baran, Paul. On Distributed Communications
- Baran, Paul. On Distributed Communications Networks (IEEE Transactions on Communications Systems, March 1964)
- Carr, Stephen; Stephen Crocker, Vinton Cerf. Host-Host Communication Protocol in the ARPA Network (1970 Spring Joint Computer Conference, AFIPS Proc. Vol 36, pp. 589-598, 1970)
- Feinler, E. & Postel, Jon B. ARPANET Protocol Handbook (Network Information Center, Menlo Park, 1978)
- Heart, Frank; Robert Kahn, Severo Ornstein, William Crowther, David Walden, The Interface Message Processor for the ARPA Computer Network (1970 Spring Joint Computer Conference, AFIPS Proc. Vol. 36, pp. 551-567, 1970)
- Kleinrock, Leonard. Communication Nets: Stochastic Message Flow and Design (McGraw-Hill, 1964)
- McQuillan, John; William Crowther, Bernard Cosell, David Walden y Frank Heart, Improvements in the Design and Performance of the ARPA Network (1972 Fall Joint Computer Conference, AFIPS Proc. Vol. 41, Pt. 2, pp. 741-754, 1972)
- Ornstein, Severo: Frank Heart, William Crowther, S. B. Russell, H. K. Rising y A. Michel, The Terminal IMP for the ARPA Computer Network (1972 Spring Joint Computer Conference, AFIPS Proc. Vol. 40, pp. 243-254, 1972)

### En inglés
- Looking back at the ARPANET effort.
- The Computer History Museum Imágenes y mapas de la ARPANET de 1964 en adelante.
- Mapas de la ARPANET Archivado el 19 de abril de 2012 en Wayback Machine. de 1967 a 1977.
- Anécdota personal del primer mensaje enviado por la ARPANET.
- The Internet Society History Page.
- Historia del Hipertexto: el proyecto.

- Datos: Q177524
- Multimedia: ARPANET / Q177524